# 沙德林斯克
沙德林斯克（俄语：Шадринск）是俄罗斯库尔干州的一个城市。位于伊谢季河左岸。库尔干西北146公里处。人口80,300人（2005年估计）；80,865人（2002年人口普查）；86,713人（1989年人口普查）。
沙德林斯克于1662年建立。